# Казе Бјађето (Перуђа)
Казе Бјађето је насеље у Италији у округу Перуђа, региону Умбрија.
Према процени из 2011. у насељу је живело 66 становника. Насеље се налази на надморској висини од 353 м.